# Spectrum 10K
 (février 2024).
Spectrum 10K est la plus grande étude menée sur les personnes autistes au Royaume-Uni. L'étude, interrompue en 2021, doit être relancée en septembre 2023.

## L'étude
Son nom fait référence au spectre de l'autisme et au nombre putatif de sujets concernés, dix mille.
Dirigée par le professeur Simon Baron-Cohen sous l'égide de l'Autism Research Center (ARC), l'étude (une excroissance du défunt Human Genome Project) comprend des chercheurs de l'Université de Cambridge, du Wellcome Sanger Institute et de l'Université de Californie à Los Angeles (UCLA). Les volontaires apportent leur ADN via des écouvillons de salive. Les mineurs peuvent contribuer avec l'accord des parents. Le projet devrait durer une décennie.

## Réactions
Le projet Spectrum 10K soulève des préoccupations en matière de confidentialité, d'éthique scientifique et d'eugénisme dans le mouvement de la neurodiversité,,. La crainte que cette recherche puisse mener à la conception d'un test de dépistage prénatal de l'autisme a mené à des demandes d'interruption du programme. Le projet est interrompu en 2021 après avoir enregistré 4 388 participants, dont 99 aidants d'adultes autistes qui n'ont pas la capacité cognitive de consentir.
Les communautés autistes se sont élevées contre les recherches du professeur Simon Baron-Cohen, qui a notamment travaillé sur la théorie du "cerveau masculin extrême" (“extreme male brain”) de l'autisme, selon laquelle les autistes peuvent manquer d'empathie. Sa description des fondements psychologiques de l'autisme et des divergences neurologiques entre hommes et femmes a fait l'objet d'un débat au sein de la communauté des psychologues, qui a parlé de "neurosexisme".
Le groupe Boycott Spectrum 10K a déclaré qu'il existait une "méfiance historique" à l'égard de Simon Baron-Cohen au sein des communautés universitaires et de défense des autistes. Ils s'interrogent sur la pertinence de Baron Cohen pour le projet, lui reprochant d'avoir dit que les autistes n'ont pas de "théorie de l'esprit" (la capacité de déduire toute la gamme des états mentaux), qu'il décrit comme "l'une des capacités quintessentielles qui font de nous des êtres humains".
Une pétition pour l'arrêt de cette étude a été signée en 2021 par plus de 5000 personnes sur change.org.